# Pierre-Marie Mosconi
Pour les articles homonymes, voir Mosconi.
Pierre-Marie Mosconi est un acteur français né à Ajaccio en 1973, en Corse, et surnommé « Mai »[réf. souhaitée].

## Filmographie

### Cinéma

#### Longs métrages
- 2004 : Le Silence : Dume
- 2009 : Banlieue 13 : Ultimatum : Roland
- 2011 : Les Mythos : Le tueur en CLS 63 AMG
- 2013 : Vive La France de Michaël Youn
- 2014 : Les Francis de Fabrice Begotti : Antoine
- 2017 : Overdrive d'Antonio Negret : Closson
- 2019 : Inséparables de Varante Soudjian : Marco Ferroni
- 2020 : Bronx de Olivier Marchal[1] : Joseph Bastiani
- 2024 : On aurait dû aller en Grèce de Nicolas Benamou : Toussaint

#### Courts métrages
- 2000 - Dieu seul le sait, réalisé par Guillaume Bréaud
- 2013 -  Crise de nerfs , de Psy 4 de la Rime. Réalisé par Beat Bounce

### Télévision
- 2004 : Plus belle la vie de Hubert Besson, série TV : Pierre Cerval (saison 1)
- 2006 - 2008 : Mafiosa : Mattei
- 2008 : Seconde Chance : Stéphane Lansac
- 2008 : Code barge : Client
- 2009 : Claire Brunetti (série)
- 2011 : Ni vu, ni connu de Christophe Douchand
- 2012 : No Limit de Didier Le Pêcheur, série TV
- 2018 : Plus belle la vie, série TV : Rodrigue (saison 14)
- 2019 : Meurtres à Tahiti : le commissaire
- 2020 : Coup de foudre à Bangkok de Chris Briant
- 2021 : Camping paradis (série télévisée)
- 2026 : Vendetta d'Ange Basterga

### Web séries
- 2015 : Les Déguns, saison 2 : Un policier (websérie diffusée sur YouTube de Nordine Sahli et Karim Jebli, réalisée par Ryad Montel)
- 2017 : Force et Honneur, saison 1 : Un corse mafieu  (websérie diffusée sur YouTube de Lacrim, réalisée par Beat Bounce et produite par Def Jam Recordings France)
- 2018 : Force et Honneur, saison 2 : Un corse mafieu  (websérie diffusée sur YouTube de Lacrim , réalisée par Beat Bounce et produite par Def Jam Recordings France et Studio Plus)